# 오스트레일리아 육상 연맹
오스트레일리아 육상 연맹(영어: Athletics Australia, AA)은 오스트레일리아의 육상 종목 행정을 총괄하는 스포츠 행정 기구이다. 1897년에 설립되었으며 오스트레일리아 육상 종목 전반을 관리하고 있다. 본부는 멜버른에 있다.